# Passion Richardson
Pour les articles homonymes, voir Richardson.
Passion J. Richardson (née le 25 janvier 1975 à Fort Bragg) est une athlète américaine spécialiste du 100 mètres. Elle obtient ses meilleurs résultats dans les relais 4 × 100 mètres. 

## Carrière

### Palmarès
| Date | Compétition           | Lieu     | Résultat | Performance |
| ---- | --------------------- | -------- | -------- | ----------- |
| 1999 | Jeux panaméricains    | Winnipeg | 1re      | 43 s 27     |
| 2000 | Jeux olympiques d'été | Sydney   | 3e       | 42 s 20     |

### Records
| Épreuve    | Performance | Lieu       | Date            |
| ---------- | ----------- | ---------- | --------------- |
| 100 mètres | 11 s 29     | Sacramento | 17 juillet 2000 |